# Pirates of the Caribbean: Dead Man’s Chest (игра)
«Пираты Карибского моря: Сундук мертвеца» — компьютерная игра по мотивам одноименного фильма, разработанная Griptonite Games и Amaze Entertainment для PlayStation Portable, Nintendo DS и Game Boy Advance. В игру, помимо событий, происходивших в фильме, были включены интерактивные элементы, не присутствовавшие в кино.

## Геймплей
Игра включает в себя элементы ролевой игры, где Джек Воробей и «Чёрная жемчужина» могут быть настроены по вкусу игрока. Действие игры происходит на суше и на море. На суше игрок должен уничтожать врагов, искать сокровища или товарищей. На море персонаж переплывает от острова к острову, проходя сюжетную линию или исследуя мир. Во время морской битвы необходимо сначала максимально повредить вражеский корабль, затем взять его на абордаж и ограбить с целью получить еду, грог и деньги.
Игровой процесс в версии игры на картридже схож с серией игр Castlevania.

## Оценки
| Сводный рейтинг           | Сводный рейтинг | Сводный рейтинг | Сводный рейтинг | Сводный рейтинг |
| Издание                   | Оценка          | Оценка          | Оценка          | Оценка          |
| Издание                   | DS              | GBA             | PSP             | Мобильные       |
| ------------------------- | --------------- | --------------- | --------------- | --------------- |
| GameRankings              | 63,54 %         | 74,30 %         | 52,71 %         | N/A             |
| Metacritic                | 63/100          | 70/100          | 52/100          | N/A             |
| Иноязычные издания        |                 |                 |                 |                 |
| Издание                   | Оценка          | Оценка          | Оценка          | Оценка          |
| Издание                   | DS              | GBA             | PSP             | Мобильные       |
| Eurogamer                 | N/A             | N/A             | 2/10            | N/A             |
| Game Informer             | N/A             | N/A             | 3/10            | N/A             |
| GameRevolution            | N/A             | N/A             | C−              | N/A             |
| GameSpot                  | 5,9/10          | 6,7/10          | 6,6/10          | N/A             |
| GameSpy                   | N/A             | N/A             | [ 13 ]          | N/A             |
| IGN                       | 6/10            | 7/10            | 6/10            | 7,9/10          |
| Nintendo Power            | 6/10            | 7,5/10          | N/A             | N/A             |
| OPM                       | N/A             | N/A             | 5/10            | N/A             |
| PALGN                     | N/A             | N/A             | 4/10            | N/A             |
| VideoGamer                | N/A             | N/A             | 4/10            | N/A             |
| The Sydney Morning Herald | N/A             | N/A             | [ 23 ]          | N/A             |

Игра получила смешанные отзывы критиков.